# Merrillite-(Ca)
La merrillite-(Ca) è un minerale non approvato dall'IMA nel 1977.